# 이민택
이민택(1980년 2월 23일 ~ )은 두산 베어스의 전 야구 선수다.
현 양주 u-15 감독 팝타임 1.87

## 출신 학교
- 배명고등학교
- 탐라대학교

## 같이 보기
- 2003년 두산 베어스 시즌